# 笼效应
笼效应（英文：cage effect）；是指无论固体，液体或稠密气体的一个原子或分子，受不同的四周原（分）子包围，其性能如何受环境影晌的效应。

## 举例
1. 在凝聚态相或稠密气体中，反应物分子聚在一起，它们被周围分子包围，受到许多碰撞
2. 分子解离，不能很快离开，因为有其它分子阻挡，结果，解离可发生重组合
3. 在溶剂笼内的分子，偶然跳出笼，并遇上另一分子而发生反应